# Deontostoma aucklandiae
Deontostoma aucklandiae is een rondwormensoort uit de familie van de Leptosomatidae. De wetenschappelijke naam van de soort is voor het eerst geldig gepubliceerd in 1921 door Ditlevsen.